# Bisdom Capri

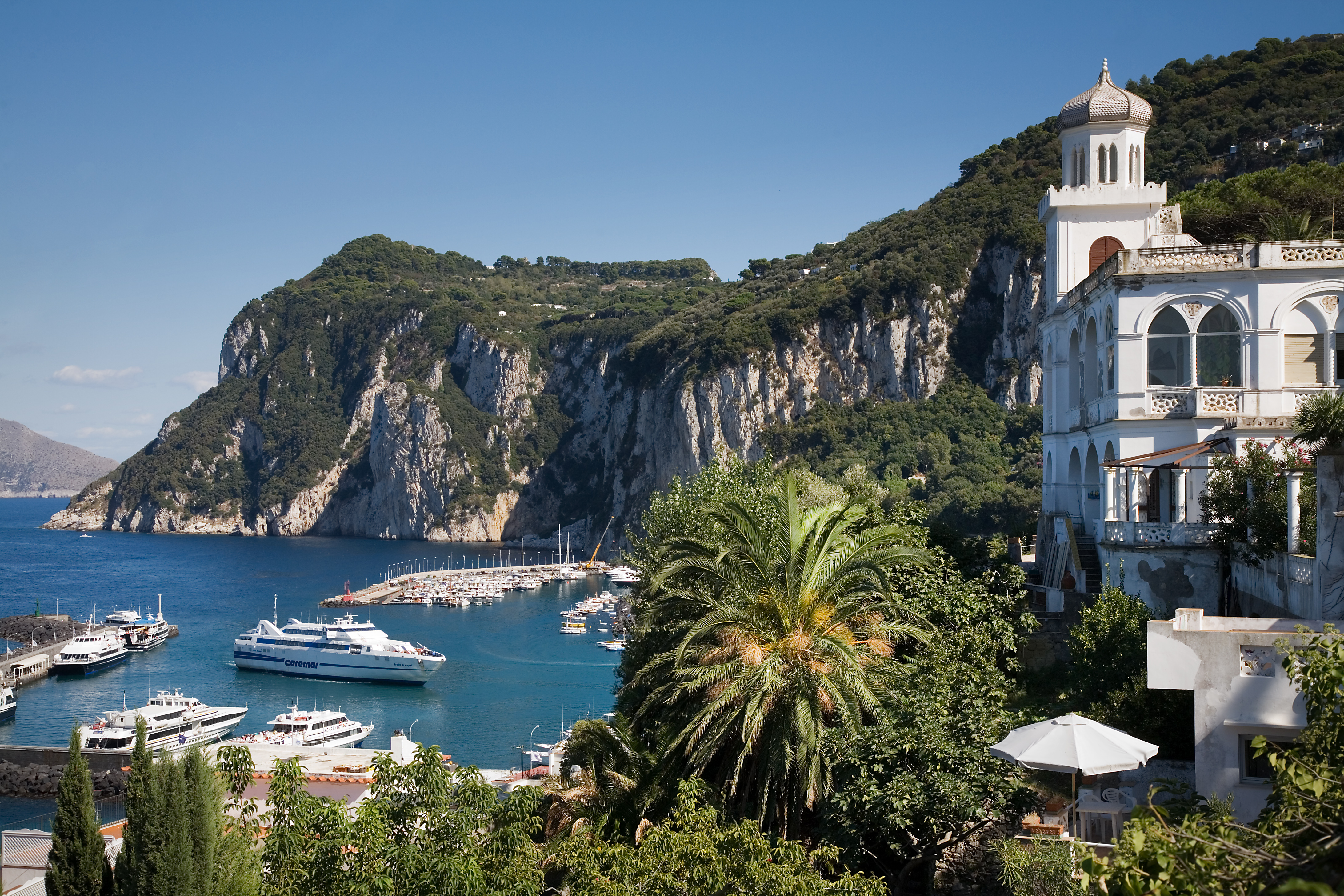
Kerk San Costanzo, eerste kathedraal van Capri

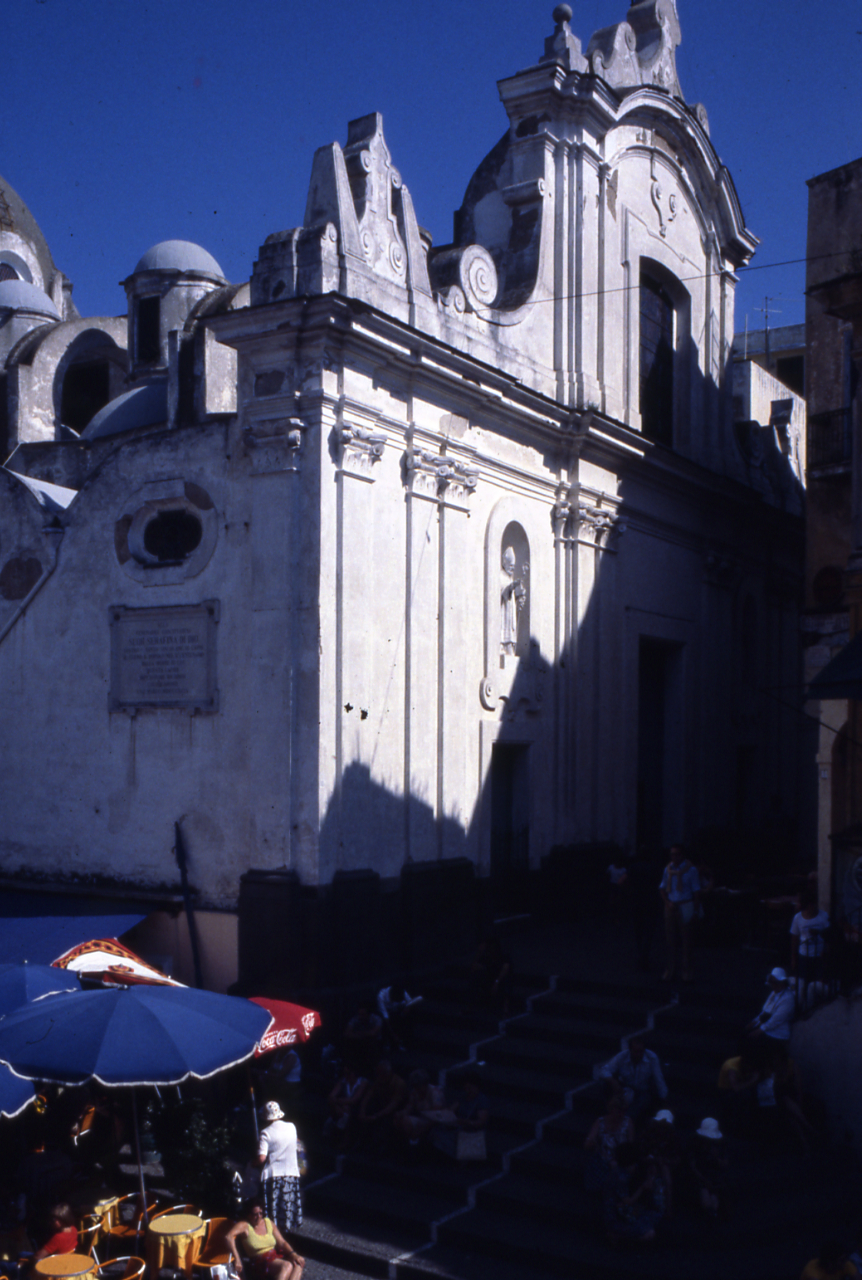
Kerk Santo Stefano, tweede kathedraal van Capri

Het bisdom Capri (Latijn: Dioecesis Capritana) op het gelijknamige eiland in Italië was een rooms-katholiek bisdom van het jaar 987 tot 1818. Het was een suffragaanbisdom van het aartsbisdom Amalfi. In 1818 ging het bisdom op in het aartsbisdom Sorrento.

## Historiek bisdom
Voor 987 bestond er een kerk op Capri die afhing van het aartsbisdom Sorrento. In 987 verhief paus Johannes XV het bisdom Amalfi tot aartsbisdom en creëerde nieuwe bisdommen rond Amalfi. Een van hen was Capri. Het grondgebied van het bisdom besloeg het hele eiland. Het betrof twee dorpen: Capri, later een stad, en Anacapri. Bisschoppen van Capri waren voor hun benoeming doorgaans monnik in Amalfi, Napels of Sorrento. In de 16e eeuw telde Capri enkele bisschoppen afkomstig uit Spanje.
Capri kende twee kathedralen in haar geschiedenis. Van 987 tot 1560 was de kerk van San Costanzo, beschermheilige van Capri, de kathedraal. Van 1560 tot 1818 was de kerk van Santo Stefano de kathedraal.
In 1818 sloten de Heilige Stoel en het koninkrijk der Beide Siciliën een concordaat. Dit concordaat is beschreven in de apostolische constitutie De utiliori. In de Beide Siciliën werden meer dan veertig bisdommen afgeschaft, waaronder Capri. Het grondgebied van het bisdom Capri werd aangehecht aan het aartsbisdom Sorrento. De Santo Stefano verloor haar statuut van kathedraal.

## Titulair bisdom
Paus Paulus VI herstelde het bisdom Capri in 1968: Capri werd een titulair bisdom. Verdienstelijke prelaten konden de titel van bisschop van Capri verwerven.

## Enkele bisschoppen
Hieronder volgen enkele bisschoppen met de jaartallen van hun pontificaat.
- Johannes (987 - ) was de eerste bisschop van Capri. Het was aartsbisschop Leo van Amalfi die hem tot bisschop wijdde. Johannes werd op Capri vereerd als een heilige bisschop.
- Alfonso II Somario (1555-1564) was een Spanjaard. Onder zijn episcopaat gebeurde de wijziging van kathedraal op het eiland. Hij verliet Capri in 1564 doch mocht zijn bisschopstitel behouden, ondanks het aantreden van zijn opvolger, Filippo Mazzola, een edelman uit Capri.
- Francesco II Liparolo (1584-1608) was hertog van Spoleto door een adelbrief van paus Sixtus V. Hij werkte als apostolisch protonotaris in Rome alvorens bisschop van Capri te worden.
- Rafaele Ronelli (1626-1633 ) was een theatijn uit Napels.
- Alessandro Sibilia (1637-1637) was afkomstig uit Capua zelf. Hij was gediplomeerd in de filosofie en theologie aan de pauselijke universiteit in Rome. Drie dagen na zijn bisschopswijding in Rome stierf hij.
- Nicola Saverio Gamboni (1776-1807) was de laatste bisschop van Capri. Hij dweepte met de opstandelingen in de Parthenopeïsche Republiek. Na het herstel van het koninkrijk Napels en Sicilië onder het Huis Bourbon, nam hij de vlucht (1807). De bisschopszetel bleef onbezet tot deze werd afgeschaft in 1818. Gamboni werd desondanks gepromoveerd tot patriarch van Venetië.
- William Levada (1983-1986) werd bij zijn wijding tot hulpbisschop van Los Angeles (1983) bekleed met de eretitel bisschop van Capri.
- Dino Monduzzi (1986-1998) kreeg de eretitel bisschop van Capri bij zijn benoeming tot prefect (1986) van de Prefectuur voor de Pauselijke Huishouding in het Vaticaan. In 1998 werd hij kardinaal-diaken.